# Ljungskile Sportklubb
O Ljungskile Sportklubb, ou simplesmente Ljungskile SK, é um clube de futebol da Suécia fundado em  1926. Sua sede fica localizada em Ljungskile.

## Elenco Atual
Atualizado em 10 de Janeiro de 2015
Nota: Bandeiras indicam equipe nacional, conforme definido pelas regras de elegibilidade da FIFA. Os jogadores podem ter mais de uma nacionalidade não-FIFA.
| N.º |               | Posição | Jogador                     |
| --- | ------------- | ------- | --------------------------- |
| 1   | Suécia        | G       | Robertino Kljajić           |
| 2   | Nova Zelândia | D       | Steven Old                  |
| 3   | Suécia        | D       | Niclas Andersén             |
| 5   | Suécia        | D       | Petter Björlund             |
| 6   | Suécia        | D       | Allan Mohideen              |
| 7   | Suécia        | M       | Hampus Andersson            |
| 8   | Suécia        | M       | Markus Gustafsson (capitão) |
| 9   | Suécia        | A       | Hannes Stiller              |
| 10  | Suécia        | A       | Jonas Lindberg              |
| 11  | Suécia        | M       | Jakob Olsson                |

| N.º |                      | Posição | Jogador                         |
| --- | -------------------- | ------- | ------------------------------- |
| 12  | Suécia               | M       | Ken Sema                        |
| 13  | Suécia               | M       | Robin Iglićar                   |
| 14  | Suécia               | A       | Gabriel Altemark-Vanneryr       |
| 15  | Suécia               | M       | Alexander Mellqvist             |
| 19  | Suécia               | A       | Admir Bajrović                  |
| 20  | Suécia               | D       | Linus Dahl                      |
| 21  | Suécia               | G       | Jonathan Johansson              |
| 24  | Bósnia e Herzegovina | M       | Aleksandar Kitić (vice capitão) |
| 25  | Suécia               | M       | Peiman Eliassi                  |
| —   | Suécia               | M       | Philip Hofvenström              |

## Treinadores
- Johan Brinck (1995)
- Lars-Olof Mattsson (1996–97, 2006)
- Bo Wålemark (1998)
- Jan Jönsson (1998-2000)
- Lars-Gunnar Hermansson (2001–02)
- David Wilson (2003–05, 2006–08)
- Gudmundur Magnusson (2009)